# Біатлон на зимових Олімпійських іграх 1998 — естафета (жінки)
Жіноча біатлонна естафета в програмі зимових Олімпійських ігор 1998 відбулася 19 лютого.
За регламентом вона складалася з чотирьох етапів по 7,5 км. На кожному етапі спортсменки виконували дві стрільби: в положенні лежачи і положенні стоячи.

## Медалісти
| Золото                                                               | Срібло                                                                    | Бронза                                                                                      |
| Німеччина · Уші Дізль · Мартіна Целльнер · Катрін Апель · Петра Беле | Росія · Ольга Мельник · Галина Куклева · Альбіна Ахатова · Ольга Ромасько | Норвегія · Анн Елен Шельбрей · Аннетта Сіквелан · Гун Маргіт Андреасен · Лів Ґрете Шельбрей |

## Результати
| Місце | Номер | Країна                                                                              | Час                                       | Штрафи (К+П)                             | Відставання |
| ----- | ----- | ----------------------------------------------------------------------------------- | ----------------------------------------- | ---------------------------------------- | ----------- |
| 1     | 6     | Німеччина Уші Дізль Мартіна Целльнер Катрін Апель Петра Беле                        | 1:40:13.6 25:20.3 24:46.1 24:39.2 25:28.0 | 0+5 0+6 0+2 0+3 0+1 0+0 0+0 0+2 0+2 0+1  | –           |
| 2     | 7     | Росія Ольга Мельник Галина Куклева Альбіна Ахатова Ольга Ромасько                   | 1:40:25.2 25:32.1 24:27.4 24:59.8 25:25.9 | 0+7 0+2 0+1 0+2 0+3 0+0 0+2 0+0 0+1 0+0  | +11.6       |
| 3     | 4     | Норвегія Анн Елен Шельбрей Аннетта Сіквелан Гун Маргіт Андреасен Лів Ґрете Шельбрей | 1:40:37.3 25:47.2 24:55.0 25:20.8 24:34.3 | 1+4 1+6 0+1 1+3 1+3 0+1 0+0 0+0 0+0 0+2  | +23.7       |
| 4     | 8     | Словаччина Мартіна Шварцбахерова Анна Мурінова Тетяна Кутлікова Соня Міхокова       | 1:41:20.6 24:44.5 24:57.1 26:31.5 25:07.5 | 0+5 2+4 0+1 0+0 0+2 0+1 0+1 2+3 0+1 0+0  | +1:07.0     |
| 5     | 3     | Україна Валентина Цербе-Несіна Олена Петрова Тетяна Водоп'янова Олена Зубрилова     | 1:42:32.6 26:36.5 25:20.9 25:43.9 24:51.3 | 0+3 0+3 0+0 0+2 0+0 0+0 0+2 0+0 0+1 0+1  | +2:19.0     |
| 6     | 9     | Чехія Катержина Лосманова Ірена Чеснекова Їржина Пельцова Єва Гакова                | 1:43:20.5 25:32.4 26:16.6 26:49.7 24:41.8 | 0+4 0+6 0+1 0+0 0+1 0+3 0+1 0+1 0+1 0+2  | +3:06.9     |
| 7     | 17    | КНР Юй Шумей Сунь Жибо Лю Жіньфень Лю Сяньїн                                        | 1:43:32.6 25:15.7 25:17.2 25:59.0 27:00.7 | 0+4 1+6 0+1 0+0 0+0 0+2 0+1 0+1 0+2 1+3  | +3:19.0     |
| 8     | 5     | Франція Крістель Гро Еммануель Кларе Флоранс Баверель Корінн Ніогре                 | 1:43:54.6 26:20.6 25:17.7 26:20.7 25:55.6 | 0+3 0+5 0+1 0+2 0+0 0+2 0+1 0+0 0+1 0+1  | +3:41.0     |
| 9     | 12    | Словенія Люція Ларізі Андрея Грашіч Матейка Мохоріч Тадея Бранковіч                 | 1:44:18.8 27:12.3 24:44.3 26:21.5 26:00.7 | 2+8 1+6 1+3 1+3 0+1 0+3 0+1 0+0 1+3 0+0  | +4:05.2     |
| 10    | 2     | Швеція Марія Шиландер Маґдалена Форсберґ Крістіна Брунс Єва-Карін Вестін            | 1:44:50.8 27:28.0 24:06.2 26:42.9 26:33.7 | 0+3 0+4 0+1 0+2 0+2 0+0 0+0 0+2 0+0 0+0  | +4:37.2     |
| 11    | 10    | Казахстан Інна Шешкіль Маргарита Дулова Єлена Дубок Людмила Гур'єва                 | 1:45:22.9 25:24.6 25:27.0 28:35.3 25:55.8 | 0+5 2+6 0+2 0+2 0+0 0+1 0+0 2+3 0+3 0+0  | +5:09.3     |
| 12    | 1     | Білорусь Ірина Тананайко Наталія Риженкова Наталія Мороз Світлана Парамигіна        | 1:45:24.0 25:42.4 25:47.5 28:30.5 25:23.6 | 0+4 0+3 0+0 0+1 0+2 0+0 0+1 0+1          | +5:10.4     |
| 13    | 11    | Польща Агата Сушка Галина Питонь Івона Данилюк Анна Стера                           | 1:45:45.5 25:58.1 26:33.6 27:01.0 26:12.8 | 0+5 2+10 0+1 0+2 0+2 1+3 0+1 0+2 0+1 1+3 | +5:31.9     |
| 14    | 14    | Японія Мамі Хонма Хіромі Сейно Міє Такеда Рюко Такахаші                             | 1:46:23.0 25:31.2 26:08.8 27:51.3 26:51.7 | 1+7 0+8 0+1 0+1 1+3 0+3 0+0 0+3 0+3 0+1  | +6:09.4     |
| 15    | 15    | США Нтала Скіннер Стейсі Вулі Кара Салмела Крістіна Сабастеанскі                    | 1:48:30.2 26:35.0 27:12.1 26:21.2 28:21.9 | 0+6 1+6 0+1 0+2 0+0 0+1 0+3 0+0 0+2 1+3  | +8:16.6     |
| 16    | 16    | Болгарія Радка Попова Катерина Дафовська Павліна Філіпова Валентина Пейчинова       | 1:48:55.2 28:06.0 24:56.4 27:52.7 28:00.1 | 3+3 0+6 0+0 0+1 0+0 0+0 3+3 0+2 0+0 0+3  | +8:41.6     |
| 17    | 13    | Канада Інгер-Крістін Берг Миріам Бедар Ніколь Кедді Мішель Коллар                   | 1:53:15.0 28:44.6 25:20.0 29:56.1 29:14.3 | 2+8 1+7 1+3 0+2 0+1 0+0 1+3 1+3 0+1 0+2  | +13:01.4    |